# Latifa Essarokh
Latifa Essarokh, née le 11 décembre 1973 à Marrakech au Maroc, est une athlète française, pratiquant le 1 500 mètres.

## Biographie
Marocaine d'origine mais vivant en France depuis l'âge de six mois, elle obtient la nationalité française le 14 décembre 1994. Elle débute l'athlétisme par le 400 m haies avant d'évoluer ensuite sur 800 et 1 500 mètres.
En 2006, elle devient la première Française à franchir la barre des 4 minutes sur le 1 500 mètres. Cette performance, 3 min 59 s 61, établie lors du meeting de Stockholm, la place alors parmi les meilleures spécialistes de la discipline et une candidate au podium pour les championnats d'Europe de Göteborg.
Or à la veille de son départ, elle est d'abord suspendue par la Fédération française en raison d'« un certificat médical de contre-indication à la pratique de la compétition » établi par le médecin de la Fédération. Plus tard, la véritable raison sera communiquée : à l'issue du meeting de Stockholm, elle avait subi un contrôle antidopage. L'analyse de l'échantillon A révélait la présence de stanozolol, un anabolisant.
Après la confirmation par la contre-expertise, la Fédération française l'a condamnée à deux ans de suspension.
Elle faisait jusque-là l'objet de rumeurs, principalement depuis que son ex-compagnon, le Marocain Aïssa Dgoughi, avait été condamné à de la prison avec sursis pour transport de produits dopants. 
Ce même Dgoughi révèle, dans un rapport transmis à l'IAAF en juillet 2007 par Hind Dehiba, que Latifa Essarokh avait utilisé de l'EPO lors d'un stage se déroulant au Maroc en 2003. Il affirme qu'une partie des produits dopants qu'il transportait lors de son arrestation était destinée à Essarokh.

## Club
- jusqu'en 1996 : ASPTT Charleville-Mézières
- 1997 - 1998 : EA Franconville le Parisis
- 1999 - 2001 : Stade Français
- 2002 - 2003 : Stade de Vanves
- 2004 - 2005 : AS Chevaliers d'Athlétisme Courneuviens
- SCO Sainte Marguerite Marseille